# Rocco Buttiglione
Rocco Buttiglione (n. 6 iunie 1948, Gallipoli, Apulia, Italia) este un politician italian.